# Voice Male
Voice Male was een Vlaamse a-capellagroep, die naast eigen werk ook eigenzinnige bewerkingen van bestaande nummers uitvoerde.

## Beschrijving
Voice Male ontstond vanuit het Antwerps Kathedraalkoor, toen een groep van zes leden daarvan besloot om ook buiten het koor muziek te willen maken, aanvankelijk met instrumenten, maar uiteindelijk a capella. Aanvankelijk noemden ze zich Kamer 11 en Orlando greetings, maar in 1997 werd de naam van de groep veranderd in Voice Male. Na hun deelname aan de voorselectie voor Eurosong (de Vlaamse voorronde voor het Eurovisiesongfestival), waar de groep in de finale de vijfde plaats behaalde, kreeg Voice Male meer bekendheid. Een jaar later werd de groep het "huisorkest" van het tv-programma De Grote Prijs Bart Peeters. Hierna was Voice Male vaker op televisie en concertpodia te zien, hetgeen de populariteit van het genre a capella in Vlaanderen vergrootte en dit toegankelijker maakte voor een meer op popmuziek gericht publiek. Een duet met de Turkse popdiva Sertab Erener, de winnares van het Eurovisiesongfestival 2003, bezorgde Voice Male gedurende drie maanden de eerste plaats in de Turkse hitlijsten.
Voice Male treedt op in België, Nederland, Duitsland en ook daarbuiten. De groep werkte onder andere samen met Slongs Dievanongs, Amanda Strydom, Henk Hofstede (Nits), Angelique Wilkie (Zap Mama), Jo Lemaire, Gunther Neefs, Belle Pérez, Bart Peeters en Ronny Mosuse.
De groep bestaat uit Jo Annemans, Jean-Pierre Bodson, Jan Coesemans, Tijl Corremans, Harald Van Beeck en Jan Vannot.
In de loop van 2019 stopte Voice Male, na een afscheidstournee.

## Discografie

### Albums
| Album met eventuele hitnotering(en) in de Nederlandse Album Top 100 | Datum van verschijnen | Datum van binnenkomst | Hoogste positie | Aantal weken | Opmerkingen |
| ------------------------------------------------------------------- | --------------------- | --------------------- | --------------- | ------------ | ----------- |
| That's live                                                         | 1998                  | -                     |                 |              |             |
| Colors                                                              | 1999                  | -                     |                 |              |             |
| Tour 2002-2003                                                      | 2002                  | -                     |                 |              |             |
| Approved                                                            | 2003                  | -                     |                 |              |             |
| Goody bag                                                           | 2006                  | -                     |                 |              |             |
| On stage                                                            | 2007                  | -                     |                 |              |             |
| Hit stuff                                                           | 2008                  | -                     |                 |              |             |
| At the movies - Acapella never dies                                 | 01-10-2009            | 31-10-2009            | 92              | 2            |             |
| Ladies First                                                        | 09-11-2011            |                       |                 |              |             |
| Big Bang                                                            | 05-10-2013            |                       |                 |              |             |
| Friday - The Radio Sessions                                         | 20-06-2014            | -                     | -               | -            |             |

| Album met hitnotering(en) in de Vlaamse Ultratop 200 albums | Datum van verschijnen | Datum van binnenkomst | Hoogste positie | Aantal weken | Opmerkingen |
| ----------------------------------------------------------- | --------------------- | --------------------- | --------------- | ------------ | ----------- |
| That's live                                                 | 1998                  | 10-04-1999            | 27              | 7            |             |
| Approved                                                    | 2003                  | 29-03-2003            | 12              | 6            |             |
| Goody bag                                                   | 2006                  | 04-03-2006            | 74              | 2            |             |
| Friday - The Radio Sessions                                 | 20-06-2014            | 28-06-2014            | 61              | 4            |             |

### Singles
| Single met eventuele hitnotering(en) in de Nederlandse Top 40 | Datum van verschijnen | Datum van binnenkomst | Hoogste positie | Aantal weken | Opmerkingen                                   |
| ------------------------------------------------------------- | --------------------- | --------------------- | --------------- | ------------ | --------------------------------------------- |
| Hijo de la luna                                               | 2002                  | -                     |                 |              | met Belle Pérez / Nr. 28 in de Single Top 100 |

| Single met hitnotering(en) in de Vlaamse Ultratop 50 | Datum van verschijnen | Datum van binnenkomst | Hoogste positie | Aantal weken | Opmerkingen      |
| ---------------------------------------------------- | --------------------- | --------------------- | --------------- | ------------ | ---------------- |
| Zij is van ons                                       | 2000                  | 27-05-2000            | 40              | 5            |                  |
| Hijo de la luna                                      | 2002                  | 30-11-2002            | 8               | 18           | met Belle Perez  |
| Niets zonder jou                                     | 2007                  | 07-04-2007            | tip21           | -            | met Mama's Jasje |
| That don't impress me much                           | 2012                  | 03-11-2012            | tip84           | -            |                  |
| Pin-up girl                                          | 2013                  | 08-06-2013            | tip96*          |              |                  |